# Ariel (gazela)
Ariel – ssak z rodziny krętorogich zaliczany do grupy gazeli – małych antylop. Polska nazwa ariel przypisana została podgatunkowi Gazella gazella arabica występującemu w Syrii i na całym Półwyspie Arabskim, blisko spokrewnionemu z gazelą arabską i indyjską. G. g. arabica jest obecnie traktowana jako synonim G. g. cora. Obydwa podgatunki określane są w literaturze obcojęzycznej jako gazele arabskie(wraz z Gazella arabica) lub jako gazele górskie (wraz z Gazella gazella). Pozycja taksonomiczna obydwu gatunków jest zdaniem wielu autorów niejasna. Opisano wiele podgatunków, z których część jest traktowana jako hybrydy. Dodatkowe utrudnienie w ustaleniu relacji pomiędzy przedstawicielami poszczególnych populacji gazeli występujących na Bliskim Wschodzie stanowi fakt, że wiele z tych populacji – licznych w połowie XX wieku – wyginęło.